# Bacillariophytina
Bacillariophytina, poddivizija alga kremenjašica opisana 2004. Sastoji se od dva razreda s preko 14 600 vrsta

## Razredi
1. Bacillariophyceae Haeckel, 1878; 13080 vrsta
2. Mediophyceae Medlin & Kaczmarska, 2004;  1565 vrsta

## Drugi projekti
|  | Zajednički poslužitelj ima još gradiva o temi Bacillariophytina |
|  | Wikivrste imaju podatke o taksonu Bacillariophytina             |